# Aspiration (fonetik)
 For alternative betydninger, se Aspiration. (Se også artikler, som begynder med Aspiration)
Aspiration er en fonetisk betegnelse, som vedrører den luftstrøm som kan følge en obstruent. Tegnet for aspiration i Det internationale fonetiske alfabet (IPA) er [ʰ]. Uaspirerede konsonanter markeres som regel ikke, men der findes et tegn for ikke-aspiration i det udvidede IPA-alfabet, [⁼]. Luftstrømmen kan også komme før obstruenten ved såkaldt præaspiration.
| Sprog | Spire Denne artikel om sprog er en spire som bør udbygges. Du er velkommen til at hjælpe Wikipedia ved at udvide den. |